# 中弥生
 中 弥生（なか やよい、1973年3月22日 - ）は、日本の実業家。株式会社アライブ・ホスピタリティ・デザイン創業者＆代表取締役。株式会社LOCAL RESORTS(ローカルリゾート)代表取締役。SHONAI HOTEL SUIDEN TERRASSE〈スイデンテラス〉総支配人。

## 人物
1973年3月22日、大阪市生まれ。1994年5月、パークハイアット東京に入社。レストランサービス、レセプショニストを担当〈ホテリエスタート〉。1997年4月、ザ・リッツ・カールトン大阪〈セールス＆マーケティング部長付秘書〉勤務。カナダ留学。2004年1月、沖縄県名護市ザ・ブセナテラスで、レストランレセプションマネージャー、クラブフロアマネージャーとして勤務〈フランス料理と日本料理のレストランを担当〉・宿泊部へ異動。2007年11月、箱根・翠松園の〈副総支配人〉。2009年12月、ホテルアジール・奈良支配人。2013年、銀座グランドホテル総支配人〈リニューアルとリブランド〉。2015年、三井不動産ホテルマネジメントに入社。三井ガーデンホテル銀座プレミア361室 総支配人に就任。2018年、ホテル ザ セレスティン銀座（104室）総支配人も兼務。2019年11月、株式会社アライブ・ホスピタリティ・デザインを創業。2021年6月1日、ショウナイホテル スイデンテラス新総支配人に就任。「SHONAI HOTEL SUIDEN TERRASSE」（山形県鶴岡市）との運営受託契約を締結、2024年1月29日、株式会社日本エスコン（現：エスコン）とともに、日本全国に『農』をコンセプトとしたホテル「(仮称)SUIDEN RESORT」を展開。4月1日、株式会社LOCAL RESORTS(ローカルリゾート)代表取締役に就任。